# Côte de Bousalle
De Côte de Bousalle is een beklimming in de Belgische stad Andenne, opgenomen in het parcours van de wielerklassieker Waalse Pijl. De beklimming volgt kort na de Côte de Bohissau en werd voor het eerst in 2009 aangedaan. De beklimming ligt ten zuidoosten van het stadscentrum van Andenne. Men klimt er van het gehucht Bousalle in oostelijke richting naar het gehucht Solières in Ben-Ahin.
Deze beklimming is opgenomen in de Cotacol Encyclopedie met de 1.000 zwaarste beklimmingen van België onder de naam 'Côte de Solières'.